# Zabromorphus confusus
Zabromorphus confusus är en skalbaggsart som beskrevs av Miłosz A. Mazur 2006. Zabromorphus confusus ingår i släktet Zabromorphus och familjen stumpbaggar. Inga underarter finns listade i Catalogue of Life.